# Honda ADV 350
La Honda ADV 350 è uno scooter prodotto dal 2021 dalla casa motociclistica giapponese Honda.

## Descrizione
Presentata ad EICMA nel 2021 e prodotta nello stabilimento di Atessa, monta un motore a quattro tempi monocilindrico dalla cilindrata totale di 330 cm³ con raffreddamento a liquido. La distribuzione avviene tramite quattro valvole comandate da un singolo albero camme in testa. Ad alimentarla c'è un sistema a iniezione elettronica di carburante.
A differenza dell'X-ADV 750, l'ADV 350 è tecnicamente e meccanicamente in gran parte uno scooter, costruito su di un telaio tubolare in acciaio. Tuttavia rispetto ai classici scooter, ha una maggiore altezza da terra, una corsa delle sospensioni più lunga e ruote tassellate.